# XF9 (エンジン)

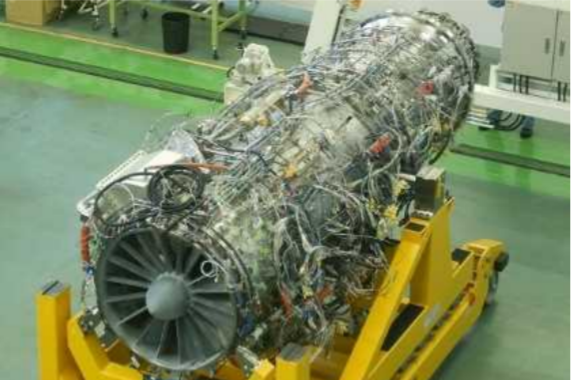
防衛装備庁に納入されたXF9-1

XF9は防衛省技術研究本部（現・防衛装備庁）とIHIが将来戦闘機開発計画の一環として開発中の低バイパス比ターボファンエンジン。2008年度までのXF5ターボファンエンジンの開発の成果を基に2010年から研究開発が開始された。

## コンセプト
基本的なコンセプトは「スリム化」と「大出力」であり、大出力だがスリムなエンジンにより燃料・兵装などに機内容積を多く割くというものである。このコンセプトは「ハイパワー・スリム・エンジン」と呼ばれ、2010年に発表された「将来の戦闘機に関する研究開発ビジョン」でもコンセプト機「i3 FIGHTER」のエンジンとして掲載されている。

## 開発経過

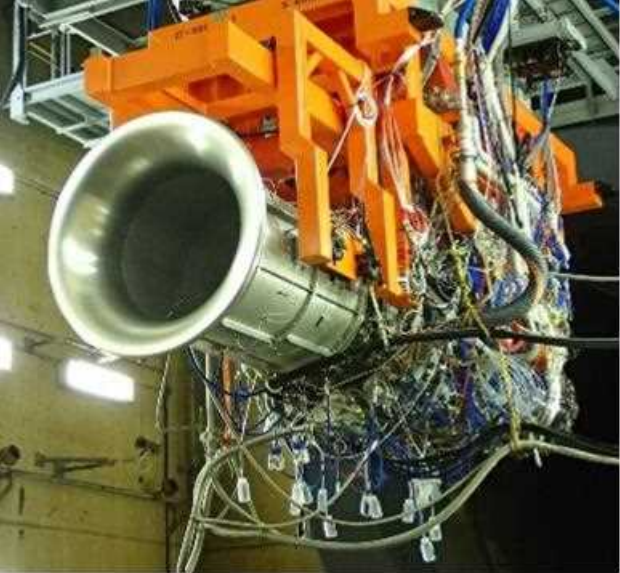
IHIの瑞穂工場でテスト中のXF9-1

研究開発は複数の計画に分けて段階的に進められている。
「次世代エンジン主要構成要素の研究(2010-2015)」でエンジンコア部（高温化燃焼器、高温化高圧タービン、軽量圧縮機）の研究を行い、続いて「戦闘機エンジン要素の研究 (2013-2017)」ではエンジンコア部に加えてファンと低圧タービンの研究を行った。
XF9の開発はこれらの計画で得られた技術を統合する形で「戦闘機用エンジンシステムに関する研究(2015-2019)」として進められた。
プロトタイプエンジンであるXF9-1は2018年6月に防衛装備庁に納入され、性能確認試験が2020年7月まで実施された。試験中の2018年11月に、タービン入口温度で摂氏1800度、最大推力で15トンを達成した事を発表している。
2019年4月10日に最大推力確認試験の様子が動画で公開された。

## 技術的特徴

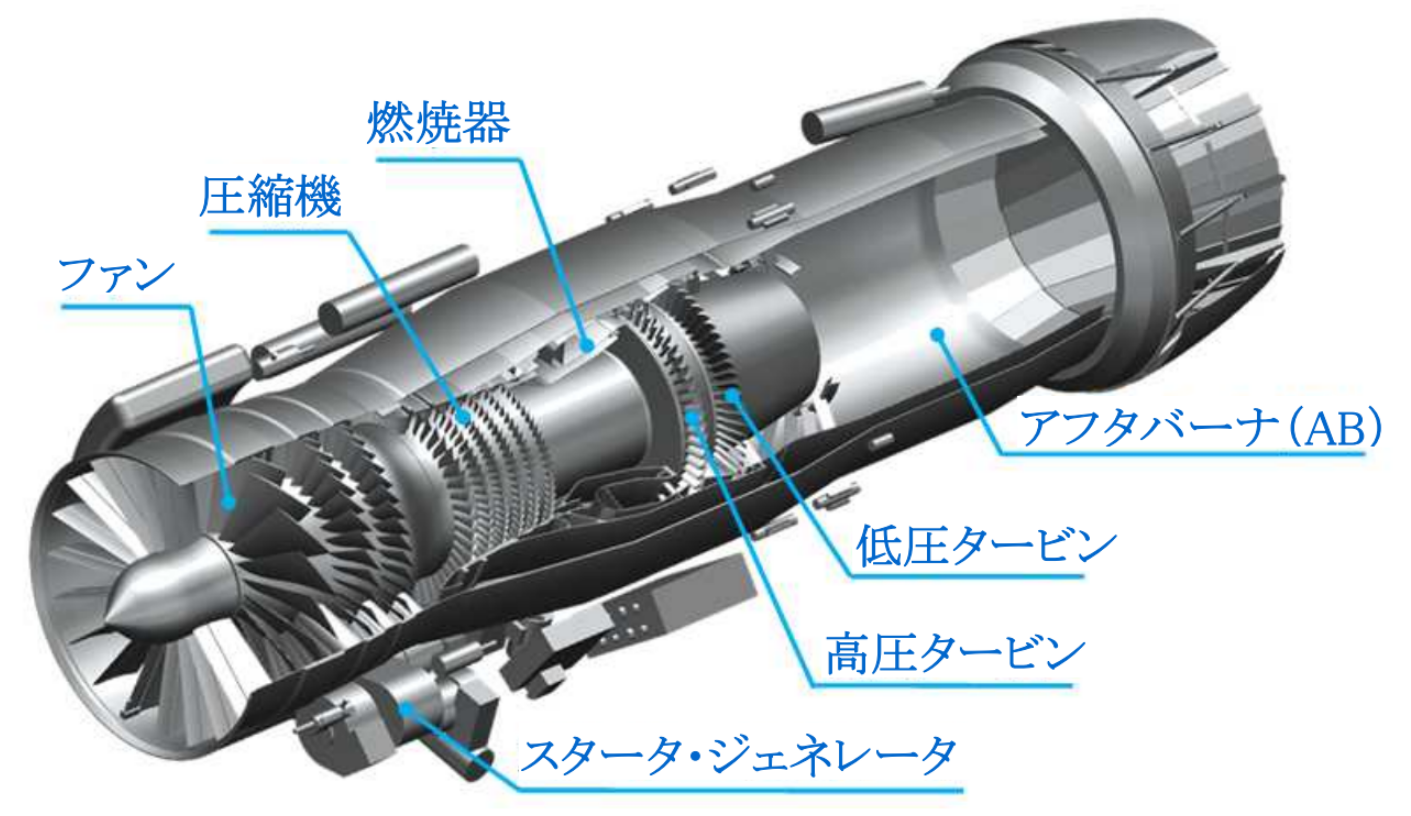
XF9-1の構造

### サイズと推力
XF9-1はF-15戦闘機に搭載されているプラット・アンド・ホイットニー社のF100エンジンと同クラスのサイズであり、戦闘機エンジンとしては大型の部類に属する。
推力はF-22戦闘機に搭載されている同社のF119エンジンに匹敵する大型エンジンとなっている。断面積あたりの推力はF-2戦闘機に採用されているゼネラル・エレクトリックF110と比べて3割上回るという。
なお、XF9-1で最大推力に達成するまでの時間と手間は、F3エンジンの最初期型XF3-1の10％程度で済んだという。

### タービン入口温度
XF9のタービン入口温度は1,800℃以上で作動する様に設計された。1,800℃はニッケル系超合金の融点1,400℃を大幅に超えるものである。一般的にこの温度が高いほど高性能なエンジンとされ、世界的に見てもトップクラスの一角を占める。これにはニッケルコバルト基の国産の溶製鍛造ディスク材を用いた高圧タービンディスク、国産第5世代ニッケル単結晶超合金製タービンブレード、タービンシュラウドへの新素材CMC（セラミック基複合材料）・耐環境性コーティングの採用、ブレードの空気孔による保護層の形成などの材料技術と流体解析技術が貢献している。

### 発電能力
スタータとジェネレータを一体化した新開発のスタータジェネレータは180 kWという発電容量であり、センサや火器管制、情報連携、電子戦など大きな電力消費が予想される将来の戦闘機に対応しうる。同時に省スペースも実現している。

### 推力偏向

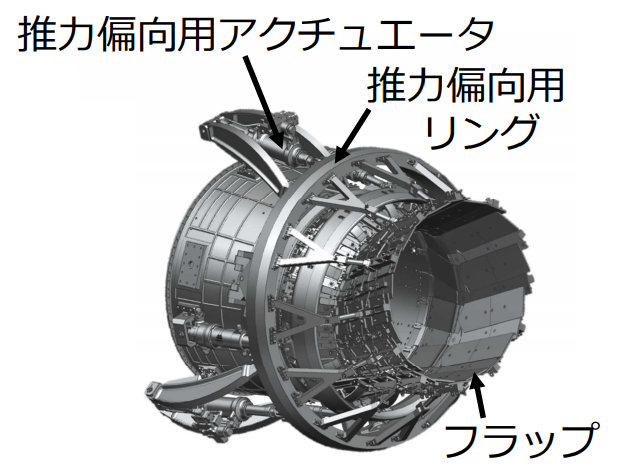
推力偏向ノズルの構造

付随する研究として2016年度から2020年度まで、推力偏向ノズルを使った高運動性・ステルス性の確保などを目的に「推力偏向ノズルに関する研究」も行なわれている。この研究ではXF9-1の推力の全周20度の偏向とノズルの故障対応技術を主に実証する。このノズルはXVN3-1と呼ばれている。

## 年表
- 2010年：「次世代エンジン主要構成要素の研究 (-2015年度末)」
- 2013年：「戦闘機エンジン要素の研究 (-2017年度末)」
- 2015年：「戦闘機用エンジンシステムに関する研究 (-2019年度末)」
- 2017年7月：コアエンジン納入[18]
- 2018年6月：プロトタイプエンジン (XF9-1) 防衛装備庁に納入[19]
- 2018年7月：防衛装備庁航空装備研究所で性能確認試験を実施（-2020年7月）[15][6]

## 諸元 (XF9-1)
諸元はIHIによる
一般的特性
- 形式：アフターバーナー付低バイパス比ターボファンエンジン
- 空気取り入れ口直径：約1m
- 軸長：約4.8m

構成要素
- 圧縮機：3段低圧 ・6段高圧
- 燃焼器：アニュラー型
- タービン：1段高圧・1段低圧

性能
- 推力：
  - 11tf(108kN)以上(ドライ)
  - 15tf(147kN)以上(アフターバーナー使用時)
- タービン入口温度：1,800度以上

## 今後
XF9-1のサイズは将来の大型化、もしくは小型化にも耐えられるものとして設計された。実用機にXF9系を採用する場合はその要求に従ってサイズ・出力が最適化されるという。